# Western Trident
De Western Trident is een seismisch onderzoeksschip van WesternGeco.

## Doel
De Western Trident brengt de zeebodem in kaart door gebruik te maken van seismische energie en het opnemen van seismische reflecties met als doel aardolie onder de zeebodem op te sporen. In 2012 maakte de Western Trident deel uit van het seismische team dat een geologisch onderzoek deed in de Karazee. De Western Trident kan tot 12 seismische kabels dragen.